# Parc Nacional Canaima
El Parc Nacional Canaima és un parc nacional situat a l'Estat Bolívar, Veneçuela. Va ser instaurat el 12 de juny de 1962 i declarat Patrimoni de la Humanitat per la UNESCO l'any 1994.
S'estén al llarg de 30.000 km² fins a la frontera amb la Guyana i el Brasil, per la seva grandària és considerat el sisè parc nacional més gran del món. Prop de 65% del parc està ocupat per altiplans de roca trucades tepuyés. Aquests constitueixen un medi biològic únic, presentant també un gran interès geològic. Els seus penya-segats escarpats i les seves caigudes d'aigua (incloent el Salt Angel, que és la caiguda d'aigua més elevada del món, a 1.002 m) formen paisatges espectaculars.

## Tepuis
Alguns dels tepuis més destacats de la zona són:
- Auyantepui, amb el famós Salt de l'Àngel o Parakupa-vena (anomenat així en honor del seu descobridor Jimmie Angel)
- Roraima (inspiració de la novel·la El Món perdut de Conan Doyle)
- Cuquenán (o Kukenan)
- Yuruaní

## Galeria fotogràfica

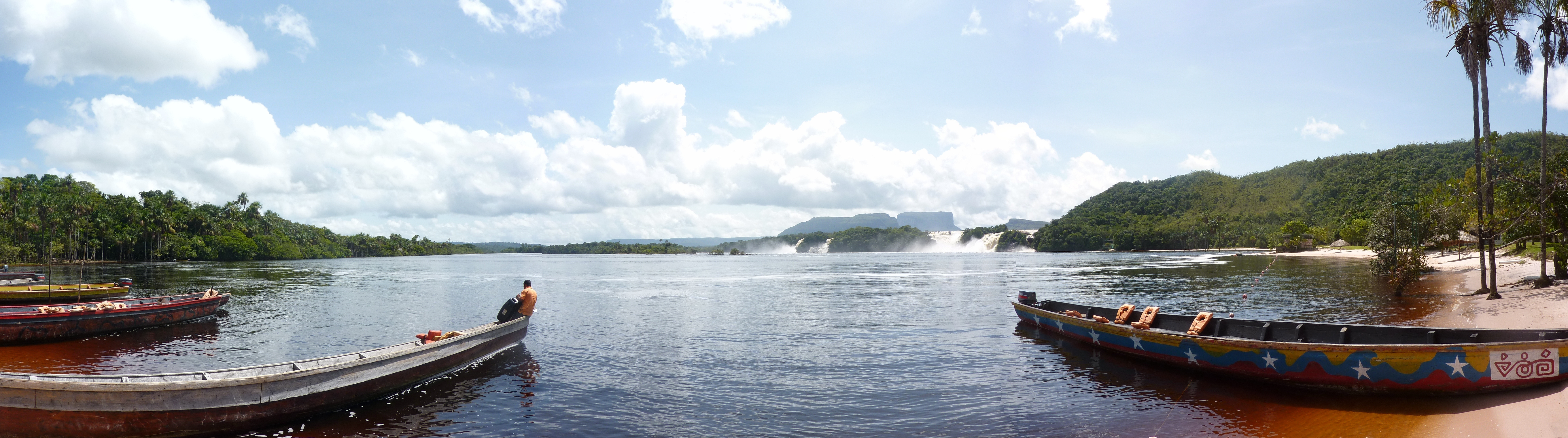
Panoràmica de la Llacuna de Canaima
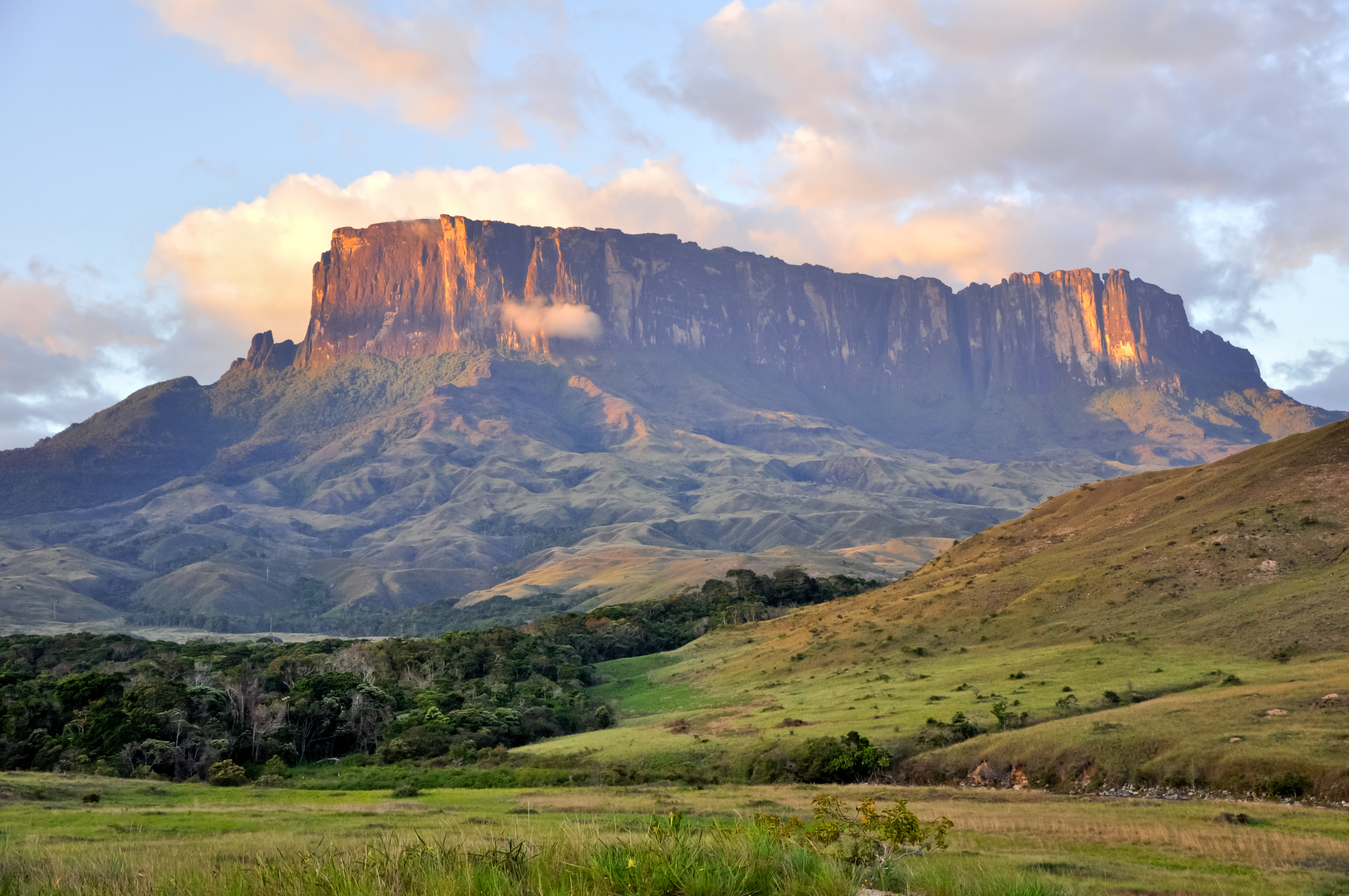
Posta de sol al tepui Cuquenán.
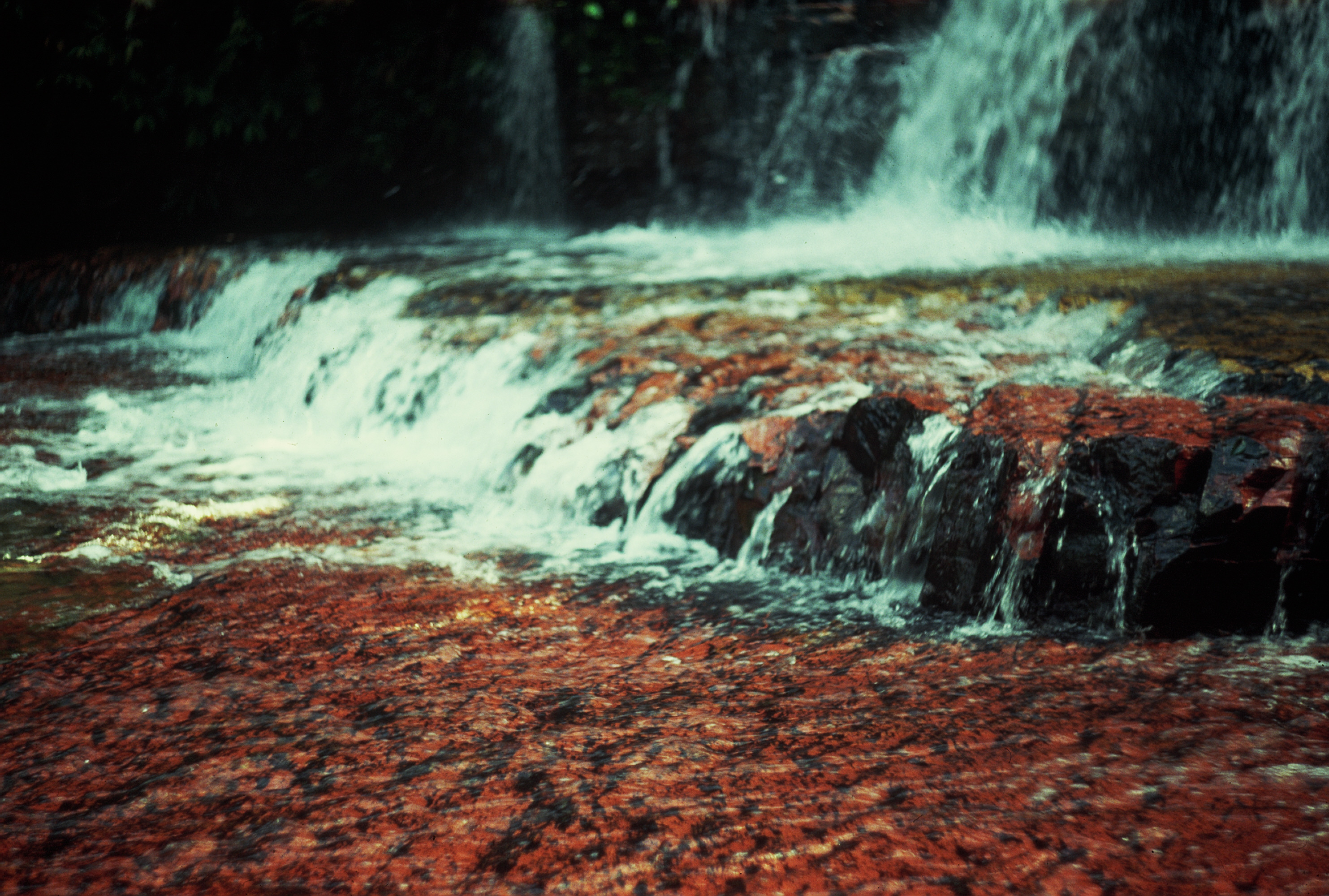
Quebrada de Jaspe.
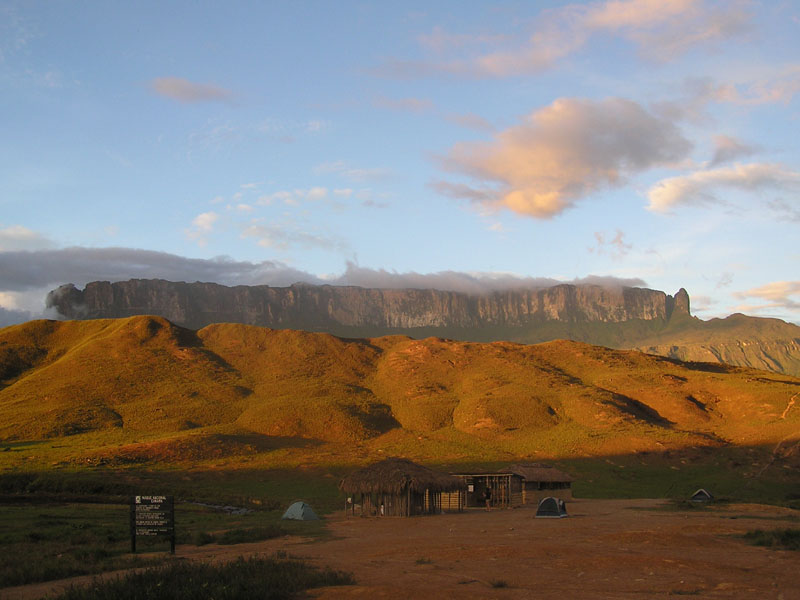
Mont Roraima.
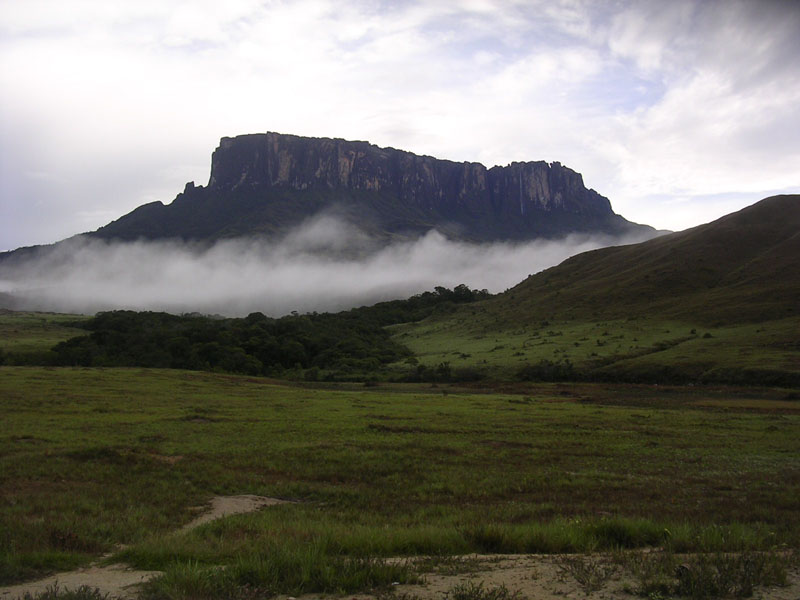
Tepui Cuquenán.
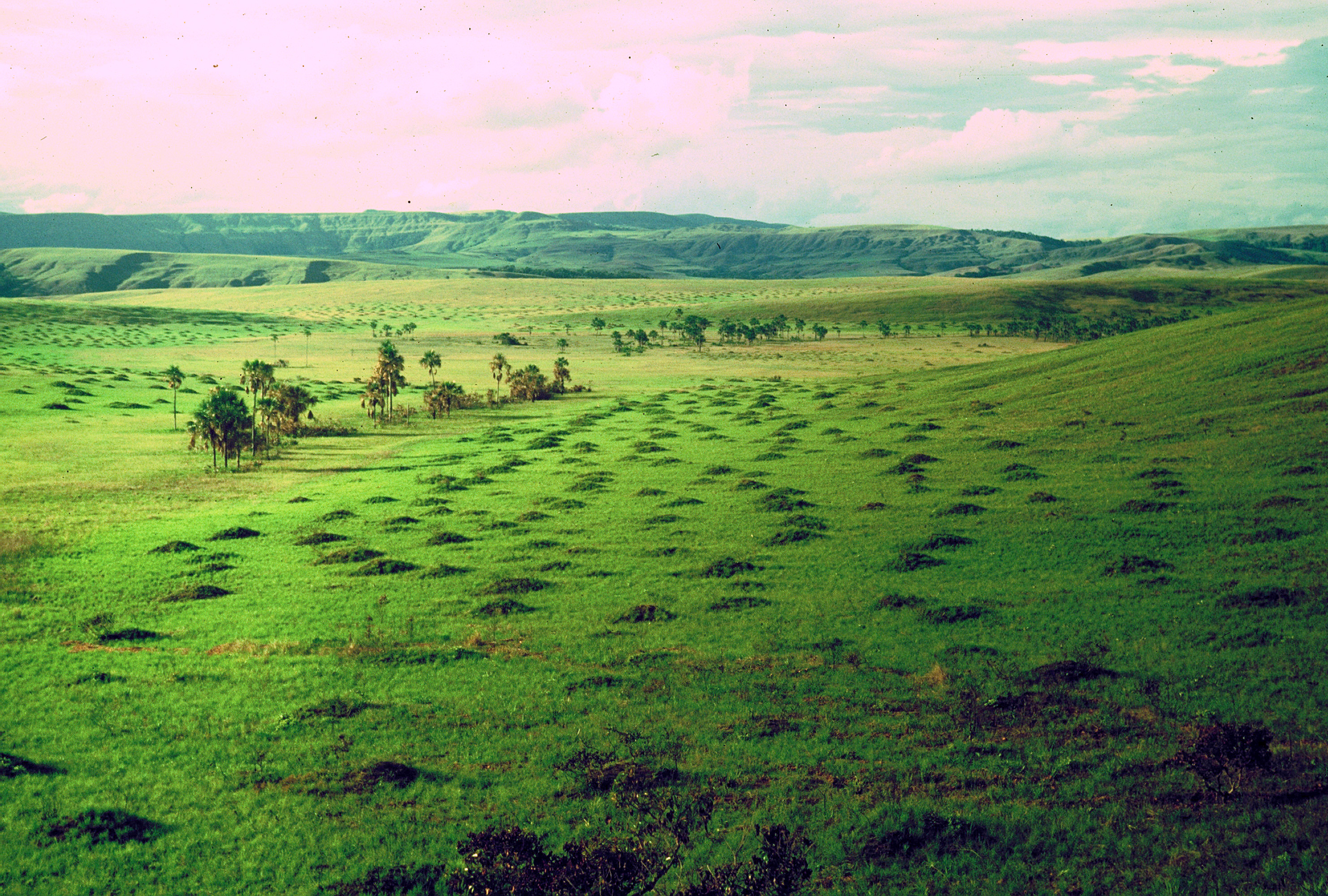
La Gran Sabana
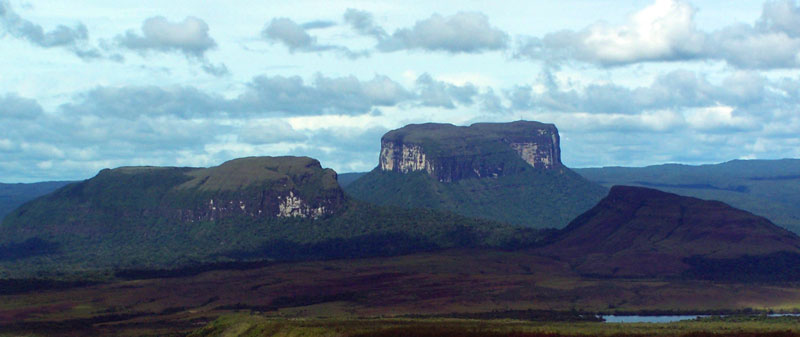
Tepuis a Canaima.
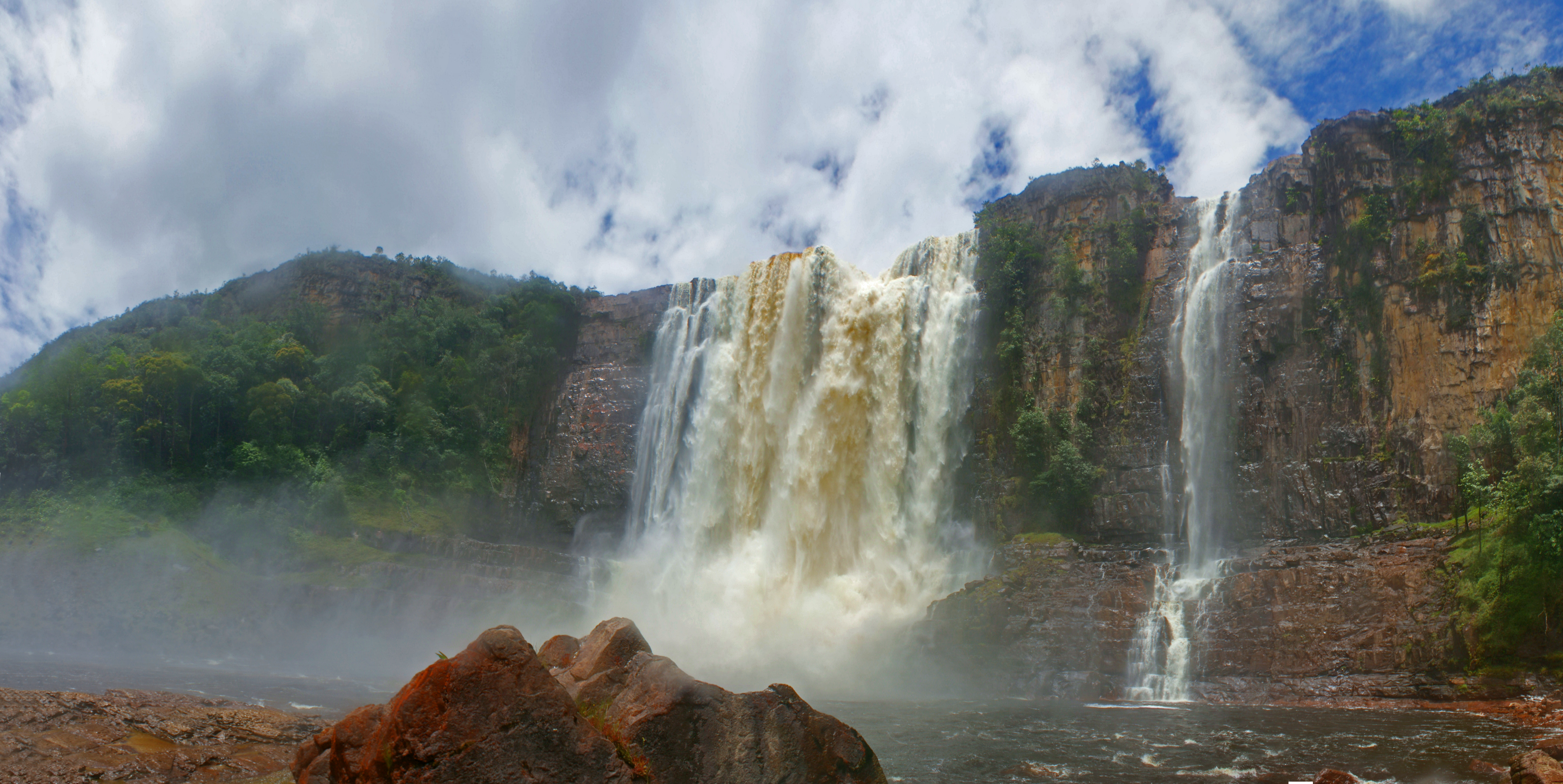
Chinak-Meru.
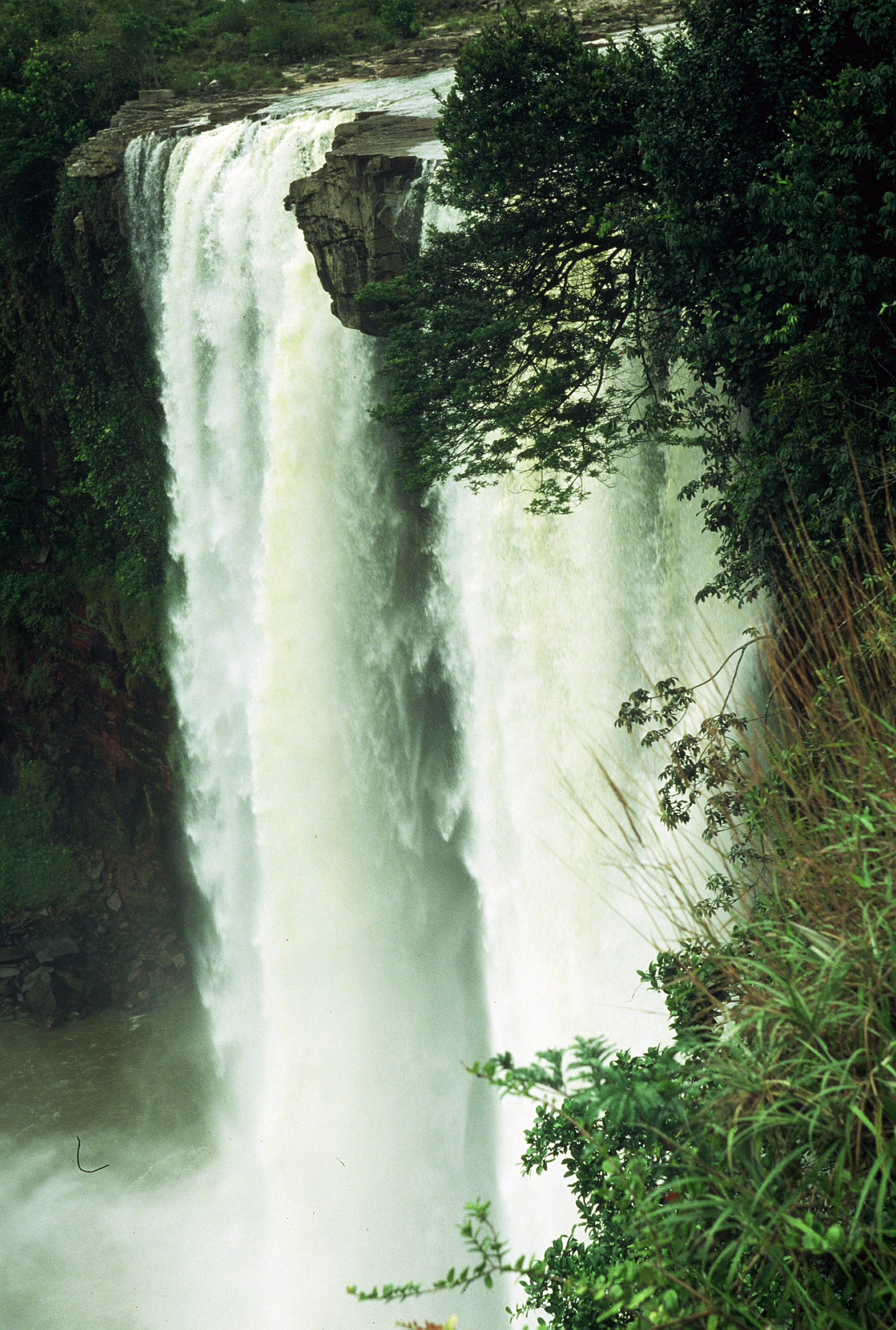
Cataractes Kamá.
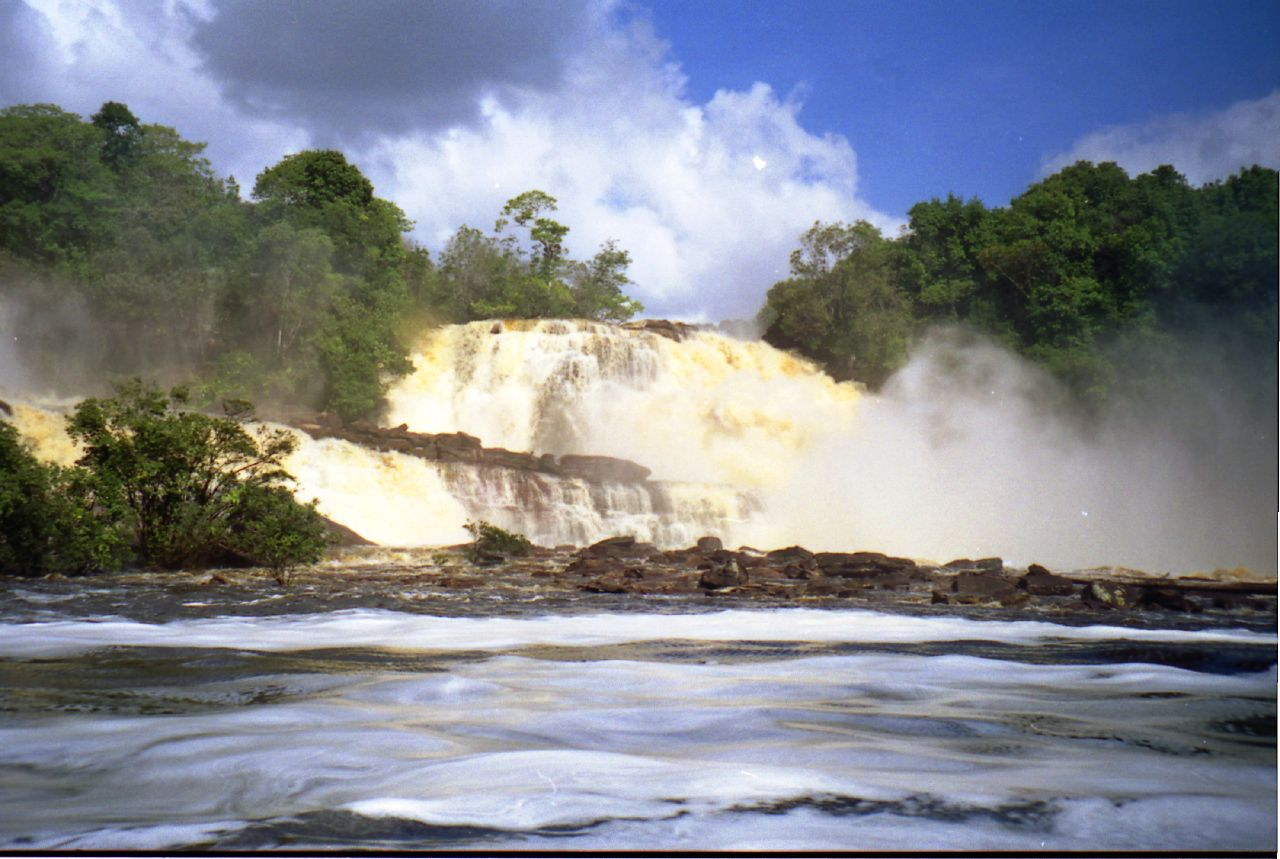
Cataractes de Canaima.
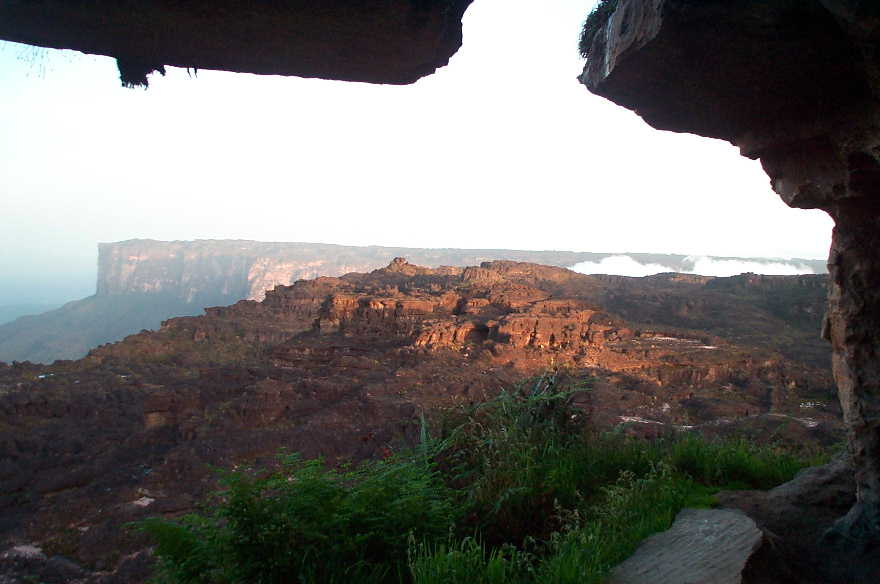
Cuquenán.
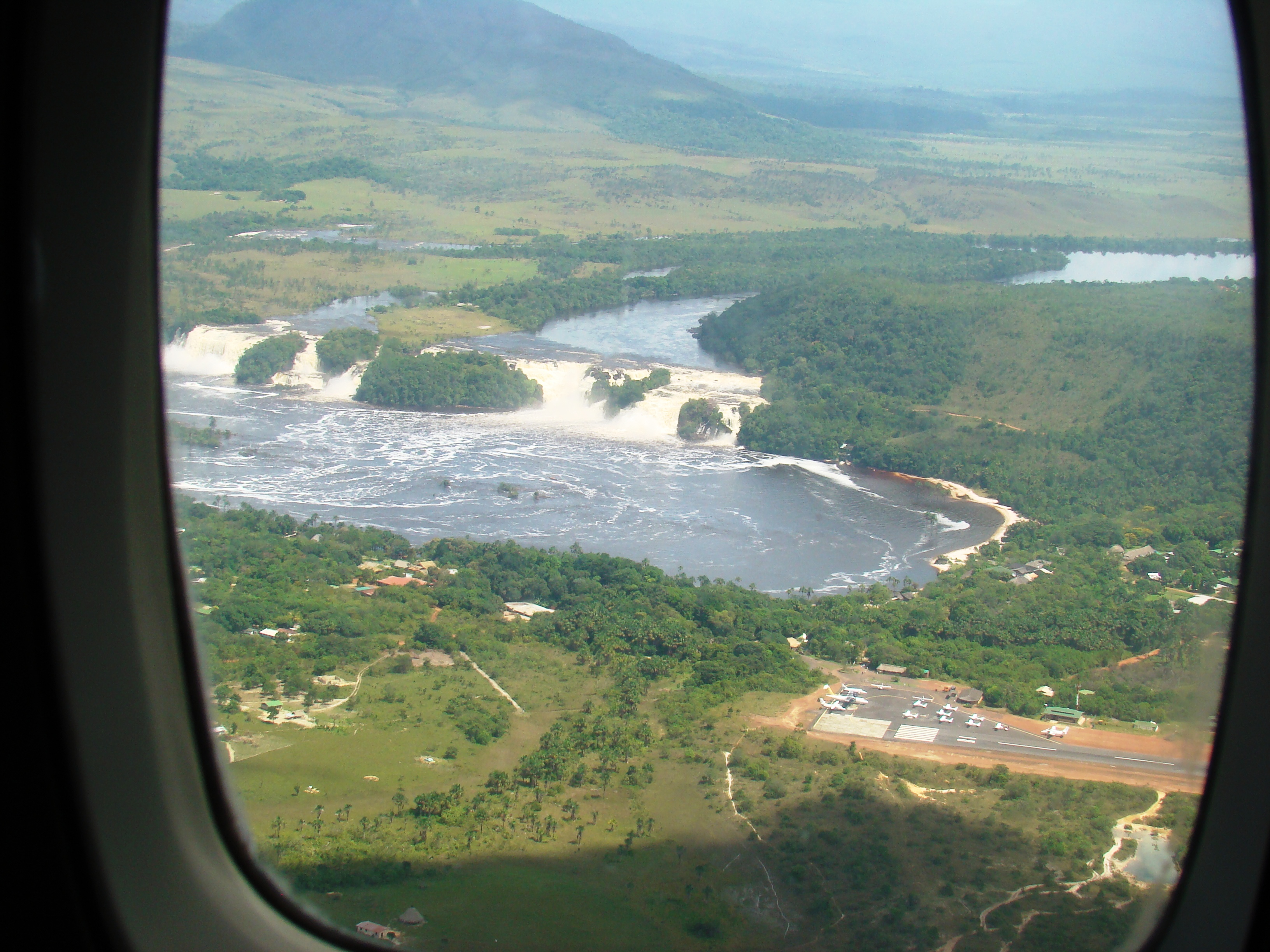
Vista des de l'avió de la Llacuna de Canaima, Saltos Golondrina, Saltos Ucaima i les pistes d'aterratge
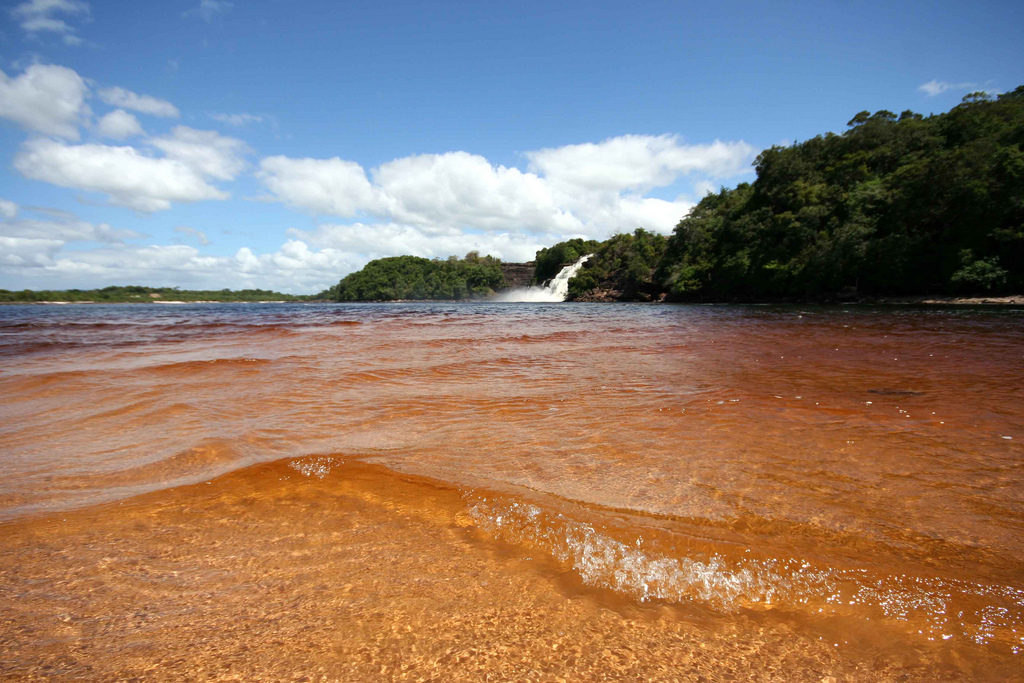
llacuna de Canaima
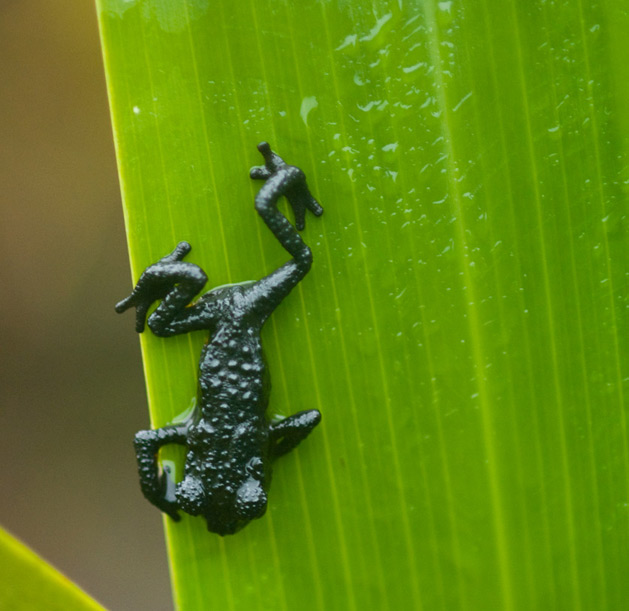
Granota negra del Roraima (Oreophrynella quelchii)
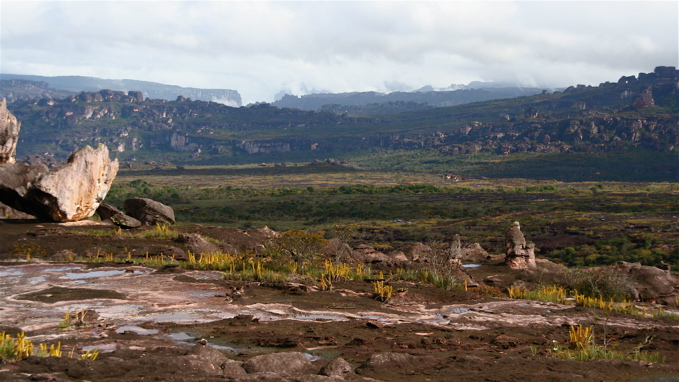
Part superior de l'altiplà de l'Auyantepui
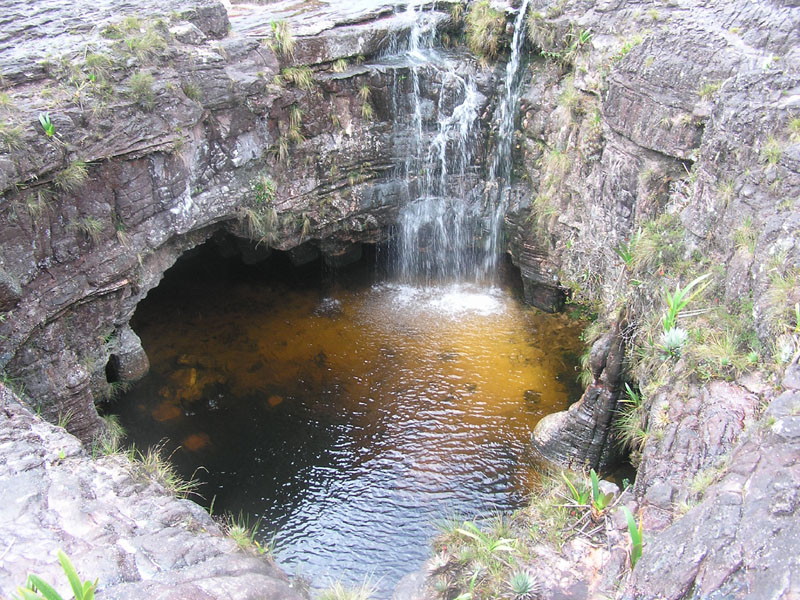
El Foso (Roraima)